# Liste des œuvres présentées à la sixième exposition impressionniste
Cet article recense les œuvres présentées lors de la sixième exposition impressionniste, qui s'est tenue du 2 avril au 1er mai 1881. Rassemblant 13 artistes, la sixième exposition impressionniste regroupe au moins 170 œuvres.

## Titres
Les titres des œuvres, ainsi que leur ordre, sont ceux donnés sur le catalogue de l'exposition. Ils peuvent différer de ceux qu'on leur donne aujourd'hui.
Par ailleurs, de façon quasi systématique, les noms des personnes ne sont indiqués que par leurs initiales.

## Liste

### Mary Cassatt

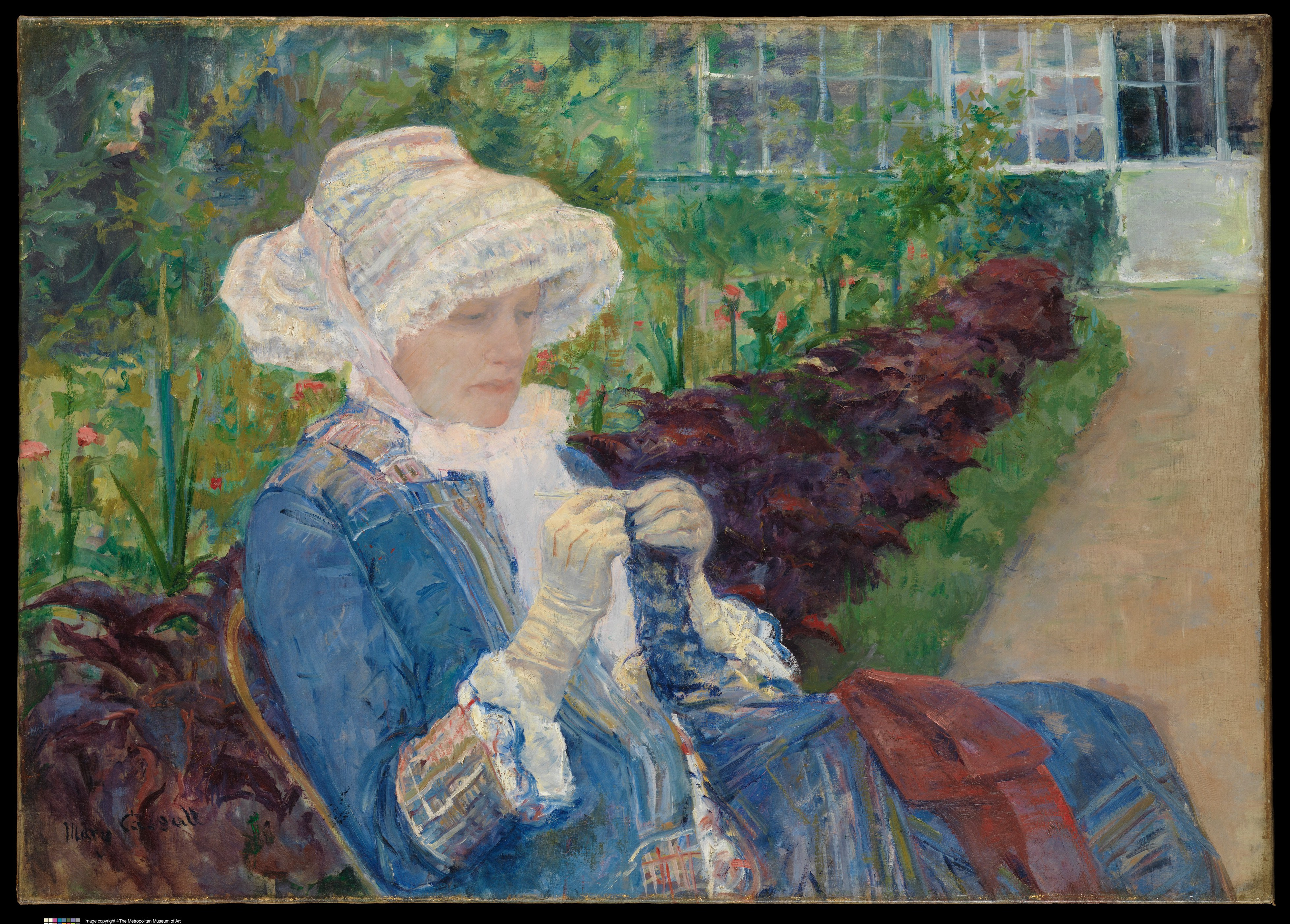
2 : Le Jardin
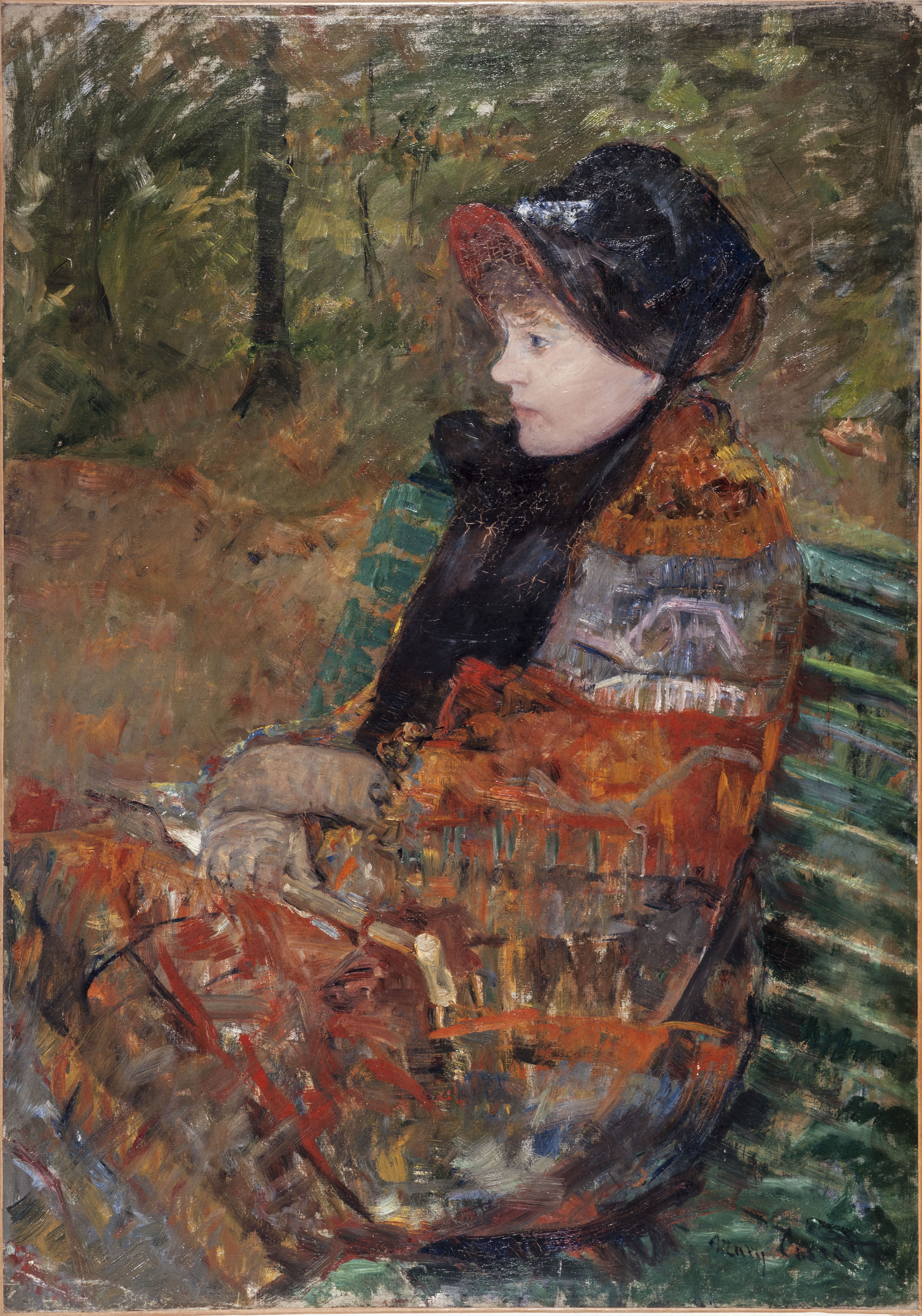
3 : L'Automne
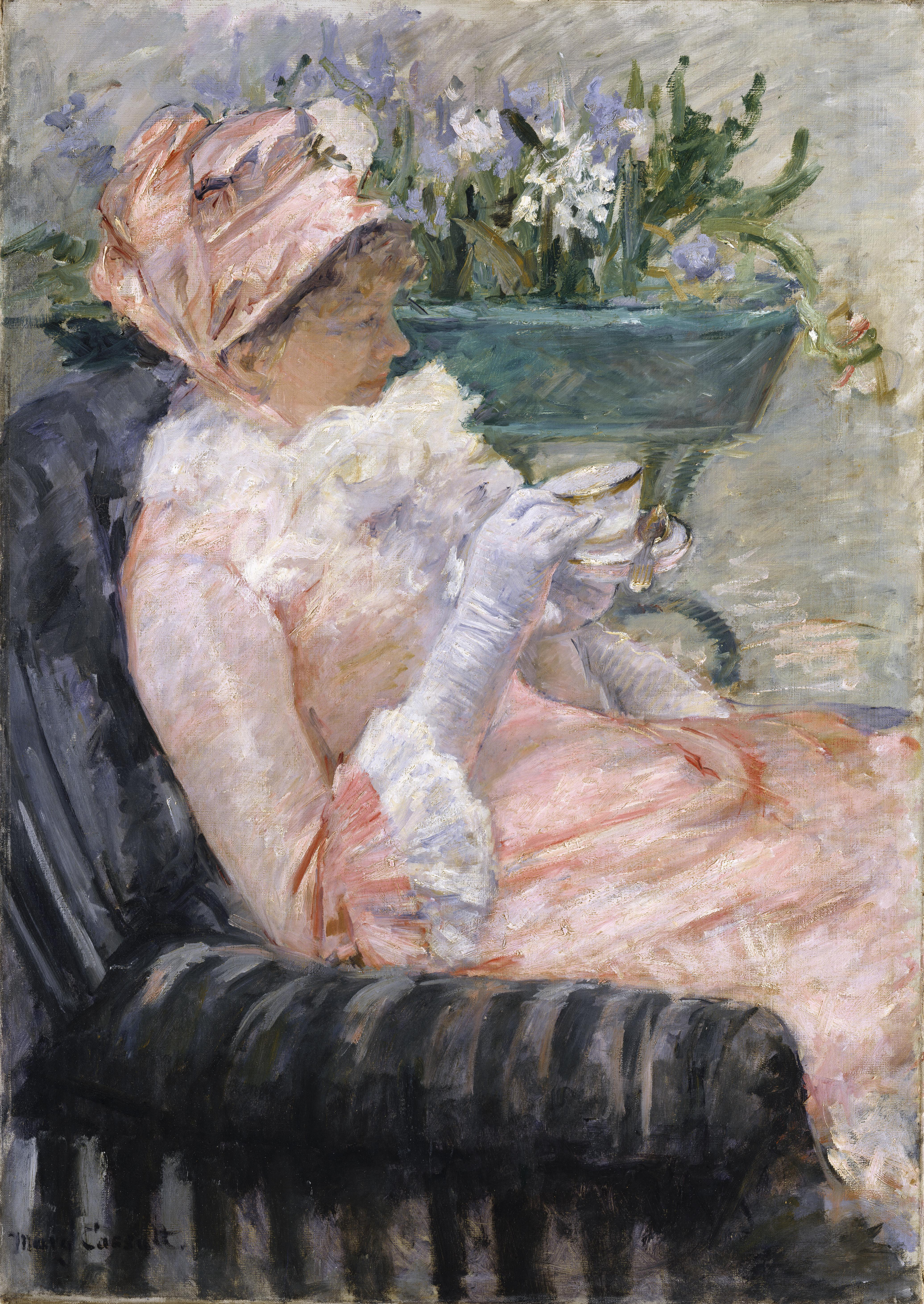
4 : Le Thé ?

Mary Cassatt présente 11 œuvres : quatre peintures et sept pastels.
- Peintures :
  - 1 : La Lecture (collection particulière[2])
  - 2 : Le Jardin (Metropolitan Museum of Art sous le titre Lydia crochetant dans le jardin à Marly[3],[4])
  - 3 : L'Automne (Petit Palais sous le titre Automne, portrait de Lydia Cassatt[5],[6])
  - 4 : Le Thé (peut-être La Tasse de thé, Metropolitan Museum of Art[7],[8] ; Cassatt expose par ailleurs un autre tableau intitulé Le Thé (en) l'année précédente lors de la 5e exposition[9])

- Pastels :
  - 5 : Tête de jeune fille
  - 6 : Tête de jeune fille
  - 7 : Tête d'enfant
  - 8 : Mère et Enfant
  - 9 : Portrait d'enfant
  - 10 : Portrait d'une jeune violoniste
  - 11 : Tête d'enfant

- 2 : Le Jardin
- 3 : L'Automne
- 4 : Le Thé ?

### Edgar Degas
Edgar Degas présente 8 œuvres :
- 12 : Petite Danseuse de quatorze ans (statuette en cire ; National Gallery of Art[10])
- 13 : Portrait
- 14 : Portrait
- 15 : Portrait
- 16 : Portrait
- 17 : Physionomie de criminel (pastel ; collection particulière[11])
- 18 : Physionomie de criminel (pastel ; collection particulière[12])
- 19 : Blanchisseuse

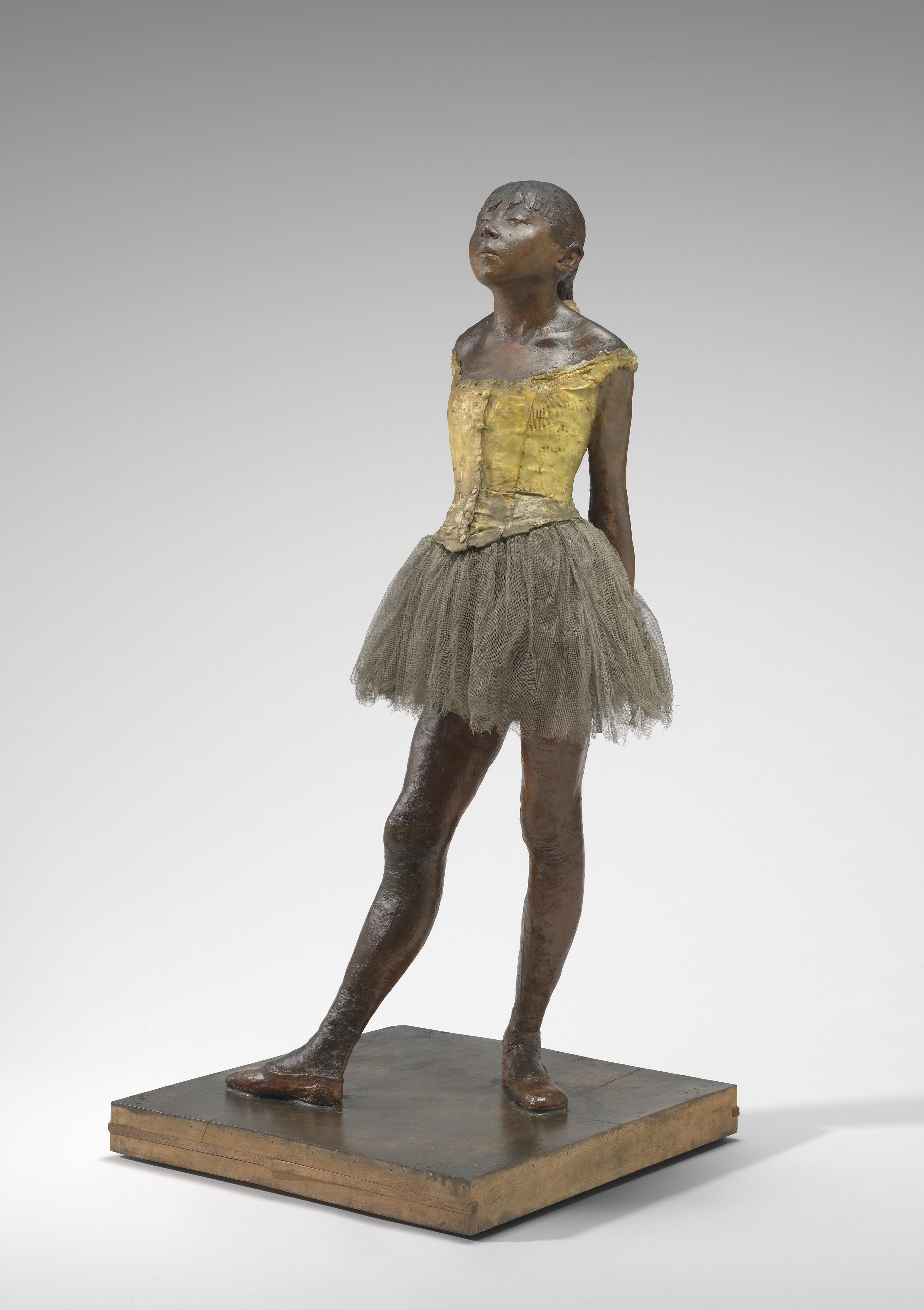
12 : Petite Danseuse de quatorze ans

### Jean-Louis Forain
Jean-Louis Forain présente 10 œuvres : deux peintures, trois aquarelles, un pastel et quatre dessins.
- 20 : Au théâtre (peinture)
- 21 : Coin de Bal masqué à l'Opéra (peinture ; collection particulière[13])
- 22 : Loge d'actrice (aquarelle ; appartient à E. Blum)
- 23 : Couloir de théâtre (aquarelle ; appartient à A. Meyer)
- 24 : Marine (aquarelle)
- 25 : Portrait de Mlle Madeleine C. (pastel)
- 26 : Dessin
- 27 : Dessin
- 28 : Dessin
- 29 : Dessin

### Paul Gauguin
Paul Gauguin présente 10 œuvres : huit peintures et deux sculptures.
- Peintures :
  - 30 : Une nuit à Vaugirard (musée de Groningue sous le titre L'Église de Vaugirard[14],[15])
  - 31 : Le Terrain de ma propriétaire (collection particulière, en prêt au musée d'Israël sous le titre Maisons à Vaugirard[16],[17])
  - 32 : La Tombée des feuilles (localisation inconnue[18])
  - 33 : Fleurs et Tapis (appartient à Georges de Bellio ; collection particulière[19])
  - 34 : Sur une chaise (appartient à Edgar Degas ; collection particulière[20])
  - 35 : Pour faire un bouquet (collection particulière[21])
  - 36 : Étude de nu (en) (Ny Carlsberg Glyptotek[22])
  - 37 : Le Petit Mousse (localisation inconnue[18])
- Sculptures :
  - 38 : La Chanteuse (médaillon ; Ny Carlsberg Glyptotek)
  - 39 : Dame en promenade (figurine en bois ; collection particulière[23])

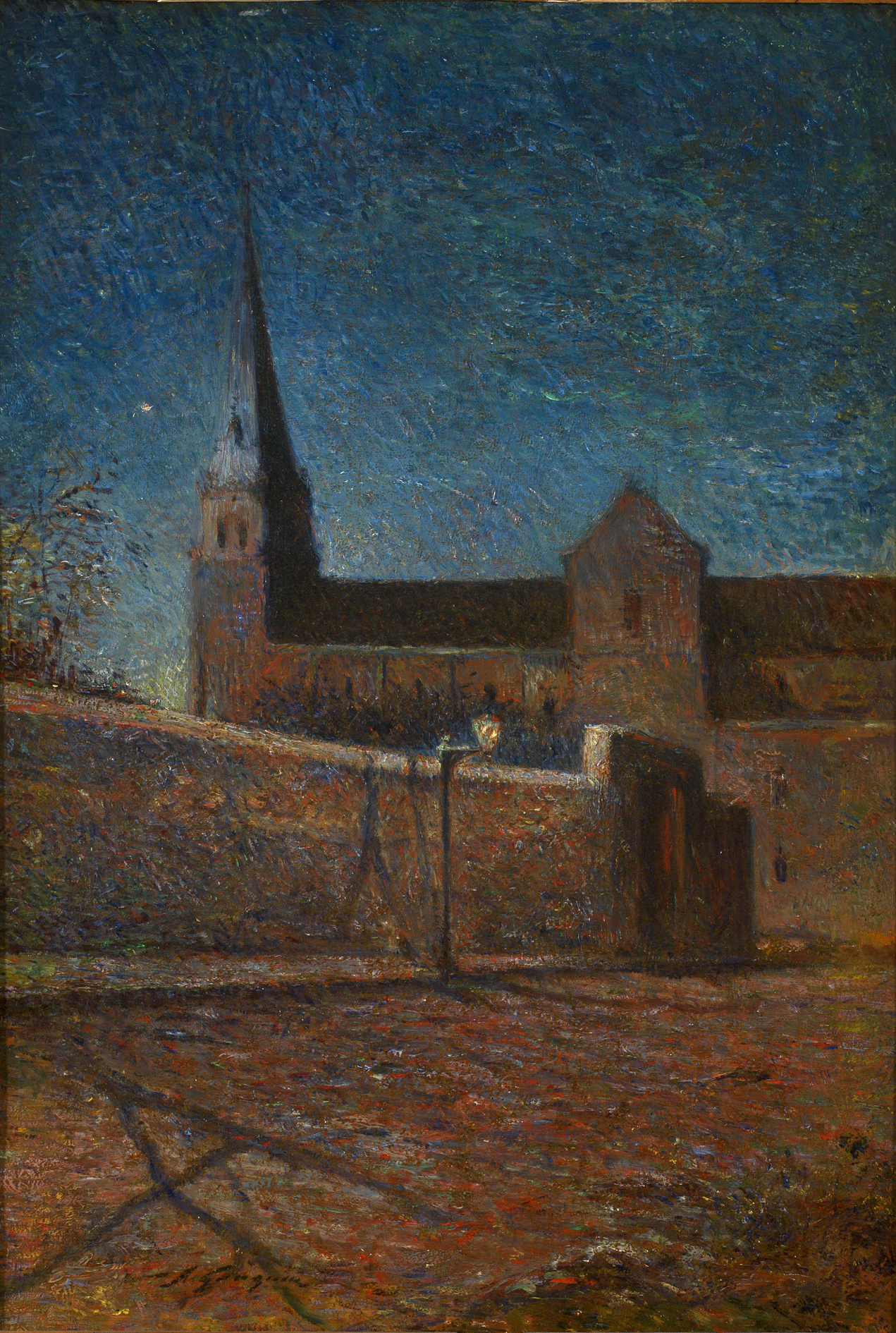
30 : Une nuit à Vaugirard
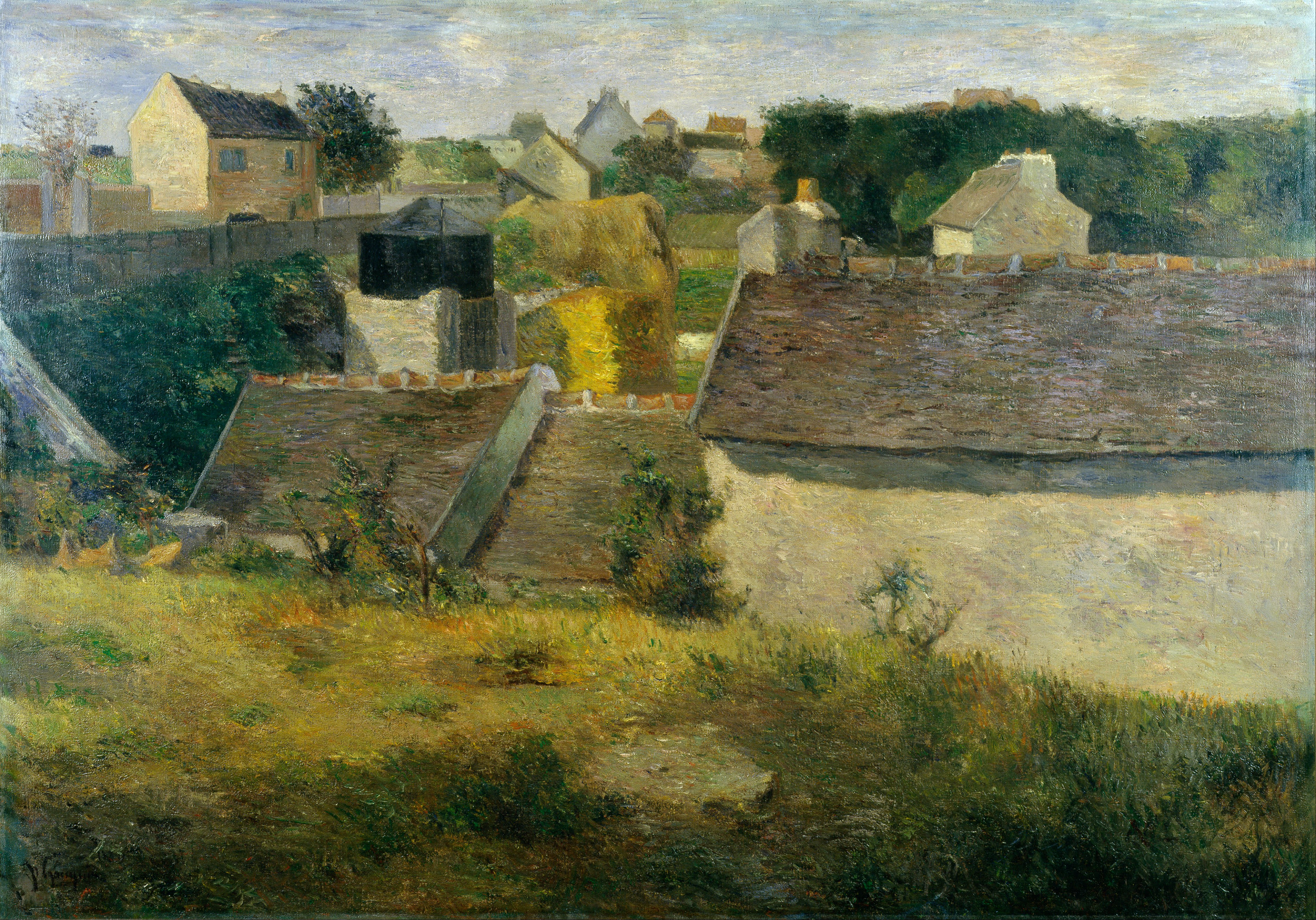
31 : Le Terrain de ma propriétaire
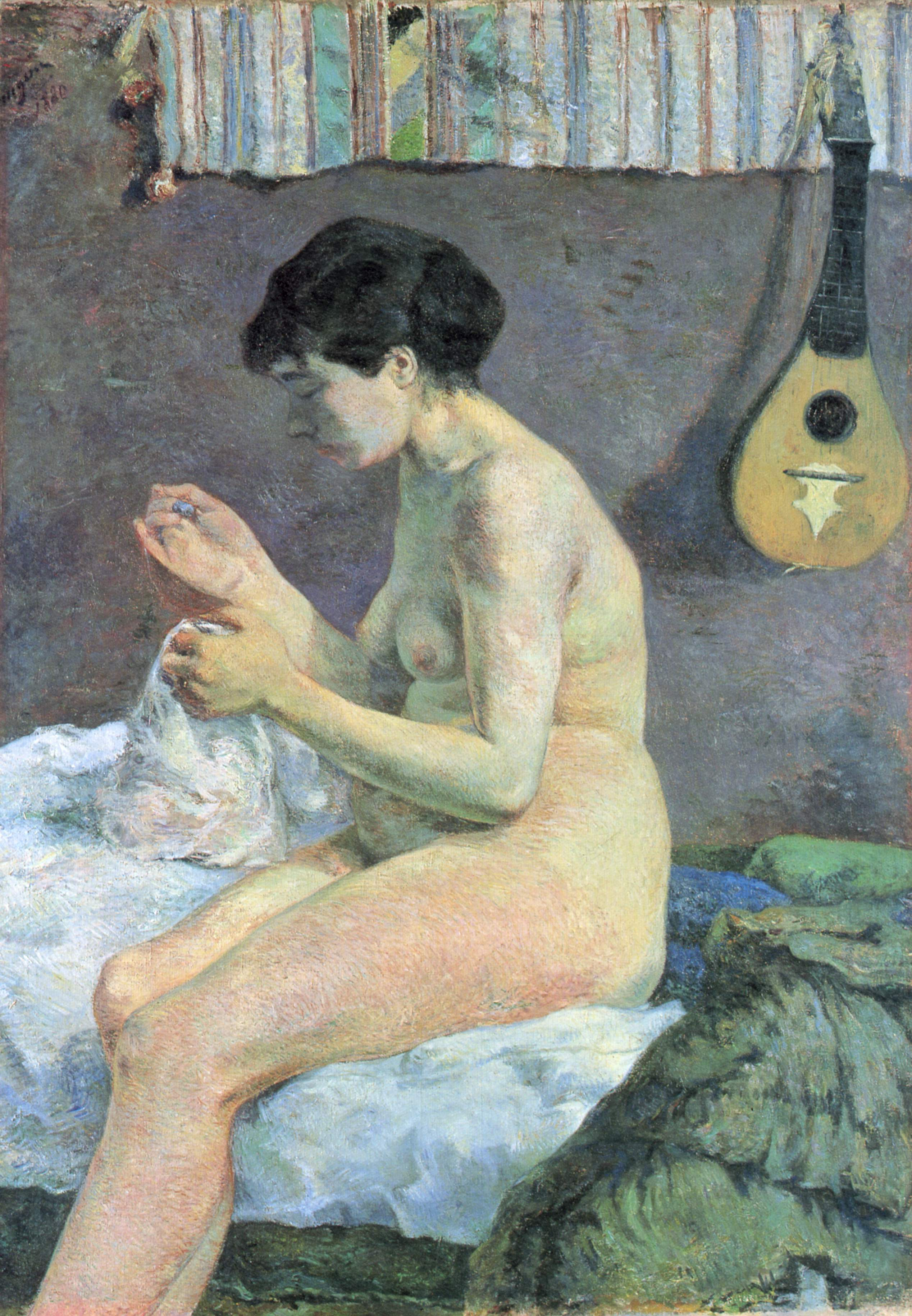
36 : Étude de nu (en)
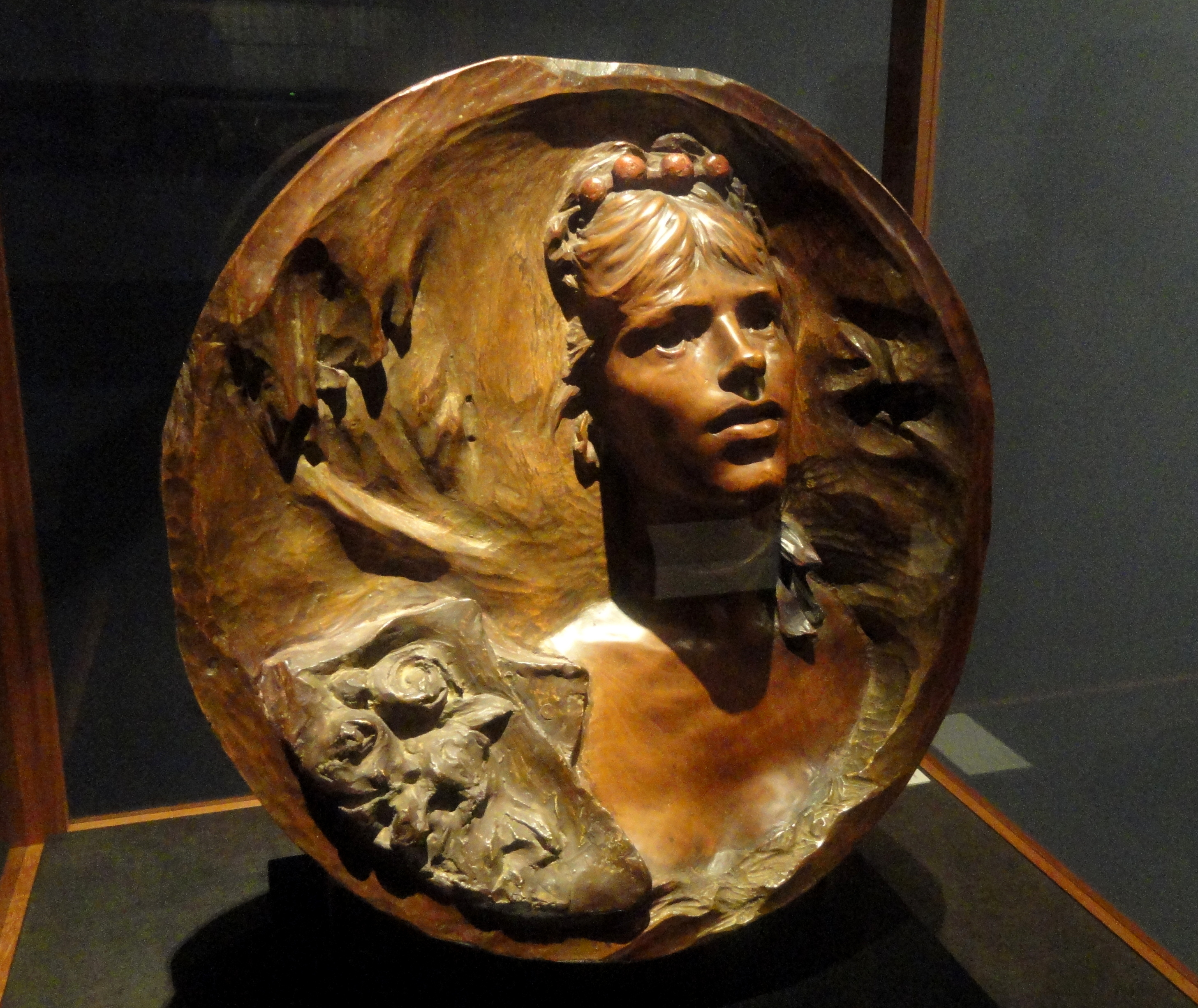
38 : La Chanteuse

### Armand Guillaumin
Armand Guillaumin présente 16 œuvres : dix tableaux, une aquarelle et cinq pastels.
- Tableaux :
  - 40 : Paysage à Châtillon
  - 41 : Jardin à Châtillon
  - 42 : Quai des Célestins
  - 43 : Quai Sully (appartient à Paul Gauguin)
  - 44 : Quai d'Austerlitz
  - 45 : Quai de la Râpée (collection particulière[24])
  - 46 : Quai Henri IV
  - 47 : Route de Vanves à Clamart
  - 48 : Portrait de Mlle B. en costume de page
  - 49 : Paysage
- Aquarelle :
  - 50 : Quai Saint-Bernard
- Pastels :
  - 51 : Portrait de M. J. A
  - 52 : Portrait de M. Martinez
  - 53 : Portrait de M. C. G
  - 54 : Portrait de Mlle M. L
  - 55 : Étude de tableaux

### Berthe Morisot
Berthe Morisot présente 7 œuvres : 
- 56 : Étude de plein air (collection particulière[25])
- 57 : Nourrice et Bébé (collection particulière[26])
- 58 : Jeune femme en rose (collection particulière[27])
- 59 : Portrait d'enfant
- 60 : Esquisse au pastel
- 61 : Esquisse au pastel
- 62 : Paysage

### Camille Pissarro
Camille Pissarro présente 28 œuvres : onze huiles sur toile, quinze gouaches et deux pastels.
- Huiles sur toiles :
  - 63 : La Sente du choux en mars (appartient à M. J. P. ; musée de la Chartreuse[28],[29])
  - 64 : Le Clos du choux, le matin (appartient à M. J. P.)
  - 65 : La Côte des Grouettes (Automne) (appartient à M. P.)
  - 66 : Une Cour à l'Hermitage (étude) (appartient à M. P. ; peut-être conservé au musée d'Art Ōhara[30])
  - 67 : Paysage d'été avec figures (appartient à M. P.)
  - 68 : Chaumières au Val Hermé (collection particulière[31])
  - 69 : Chaumières au Val Hermé  (collection particulière[32])
  - 70 : La Maison du passeur au choux
  - 71 : Soleil couchant (la Plaine du choux) (collection particulière [33])
  - 72 : Paysage pris sur le vieux chemin d'Ennery (près Pontoise) (musée Pola[34],[35])
  - 73 : Temps gris. Automne au Val Hermé (collection particulière[36])
  - Gouaches :
  - 74 : La Moisson (appartient à Clapisson)
  - 75 : Village de la Mayenne (appartient à Mary Cassatt)
  - 76 : La Récolte des pommes de terre (appartient à M. Dreyfus)
  - 77 : La Récolte des pommes de terre (appartient à Mary Cassatt)
  - 78 : Fendeur de bois (appartient à M. May)
  - 79 : Paysanne bêchant (appartient à M. Bérard)
  - 80 : La Gardeuse de chèvres (appartient à M. Ch. Ephrussi)
  - 81 : Une Rue à Lower Norwood (environs de Londres) (appartient à Henri Rouart)
  - 82 : Paysage (appartient à Paul Gauguin)
  - 83 : Enfants dessinant
  - 84 : Paysan émondant
  - 85 : Le Retour à la ferme
  - 86 : La Foire de la Saint-Martin à Pontoise
  - 87 : Paysanne du Val Hermé causant dans la rue
  - 88 : La Ravaudeuse
- Pastels :
  - 89 : Paysage
  - 90 : Boulevard Rochechouart

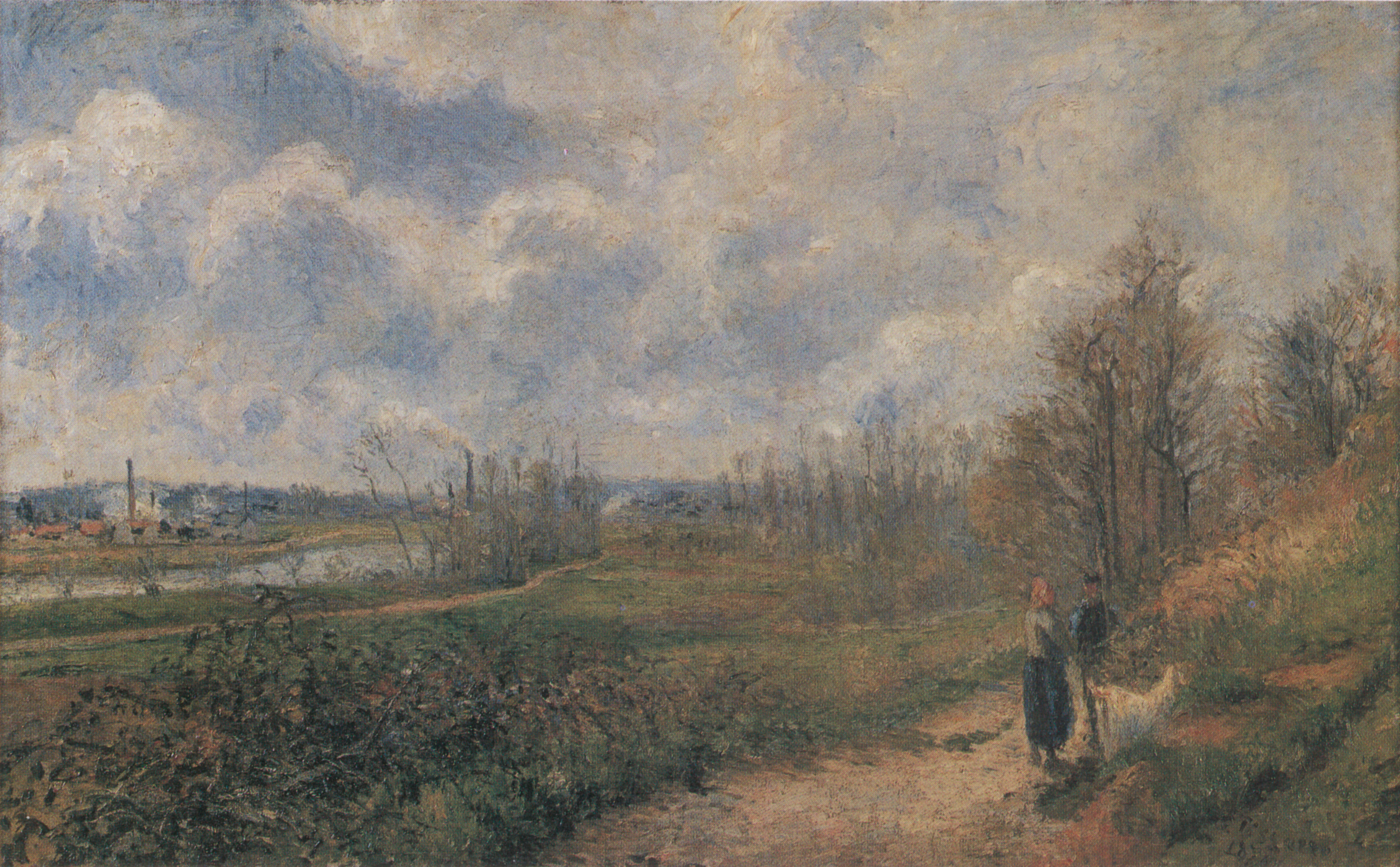
63 : La Sente du choux en mars
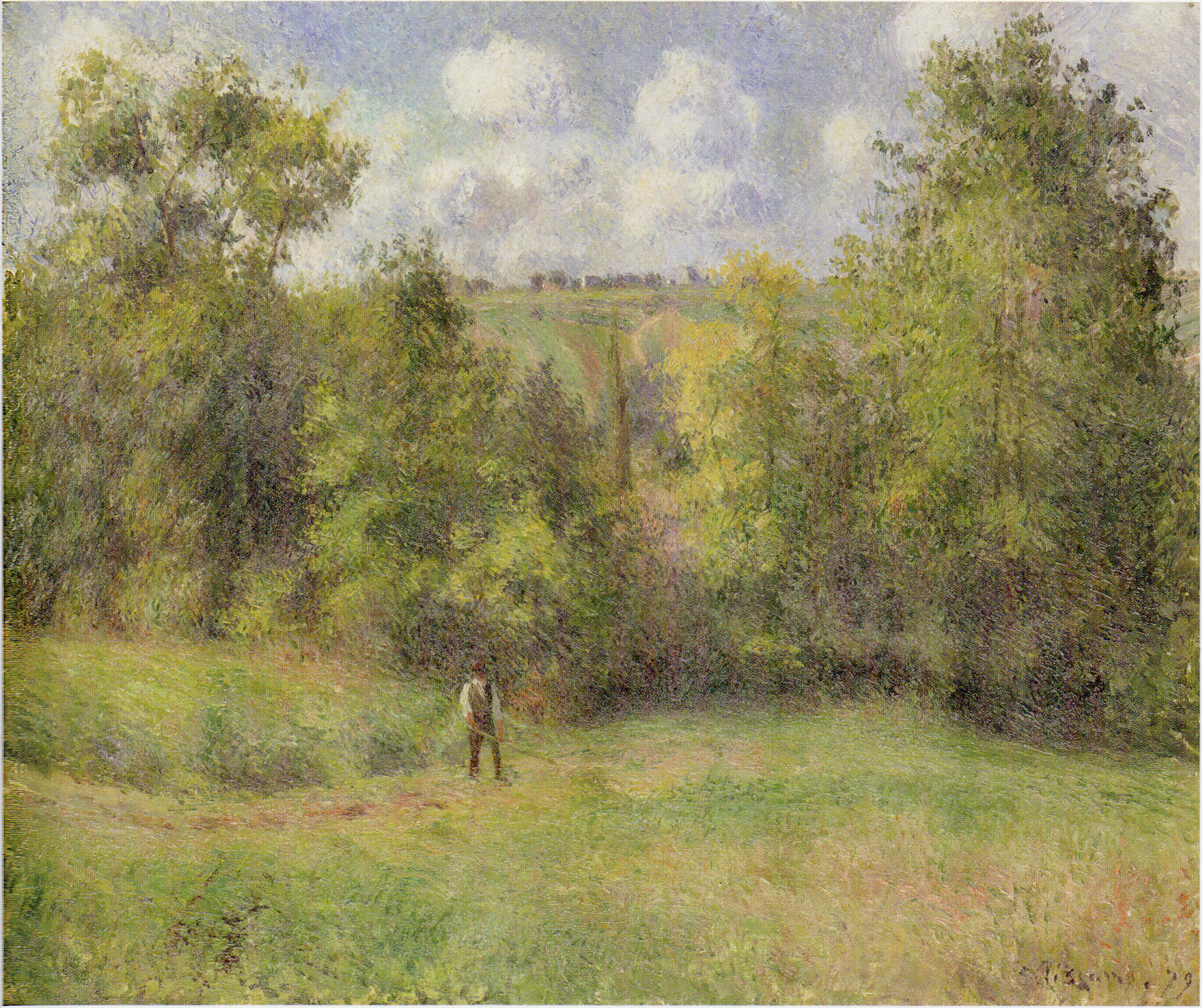
72 : Paysage pris sur le vieux chemin d'Ennery (près Pontoise)

### Jean-François Raffaëlli
Jean-François Raffaëlli présente 34 œuvres : 
- 91 : Les Déclassés (appartient à Ernest Blum ; collection particulière[37])
- 92 : Cantonnier, Paris 4 k. 1 (appartient à Ernest Blum)
- 93 : Homme regardant dans une tranchée (appartient à Ernest Blum)
- 94 : Deux chiens se rencontrant sur une route (appartient à Raoul Toché)
- 95 : Terrains vagues (appartient à Albert Wolff ; collection particulière[38])
- 96 : Marchand d'ails et d'échalotes (appartient à Albert Wolff ; musée des Beaux-Arts de Boston[39])
- 97 : Sur la Place des Ecoles, à Asnières (appartient à M. Heurteloup)
- 98 : Cheval
- 99 : Portrait de ma Petite-fille
- 100 : Cassant une croûte
- 101 : Grue à vapeur
- 102 : Barrière de Clichy
- 103 : Dans l'Orage (pastel)
- 104 : Deux Vaches et trois Poules (appartient à Charles Hayem)
- 105 : Le Quai de Clichy, les ponts
- 106 : Vue sur la cour d'un charron (aquarelle)
- 107 : Portrait de l'auteur
- 108 : Dans la Neige (appartient à M. Oppenheim)
- 109 : Affûteur de scies
- 110 : Affûteur de scies, travaillant
- 111 : Chiffonnier au bord des Carrières (appartient à Ayarra de Garay)
- 112 : La Neige, au bord de l'eau (aquarelle)
- 113 : Bourgeois lisant “les faits divers”
- 114 : Chemin de fer sous la neige
- 115 : Locomotive en manoeuvre (appartient à Jules Claretie)
- 116 : Homme portant un sac (aquarelle)
- 117 : La Neige, à Clichy (appartient à Gabrielle Gauthier)
- 118 : Déclassé (appartient à M. Célérier)
- 119 : Route d'Argenteuil (aquarelle) (appartient à Drake del Castillo)
- 120 : Dessin à la plume
- 121 : Le Tas de verres cassés (aquarelle)
- 122 : Bonhomme venant de peindre sa barrière
- 123 : Chiffonnier tenant un panier (appartient à H. de Lamonta ; collection particulière[40])
- 124 : Un Commissionnaire de Paris (appartient à Georges Petit)

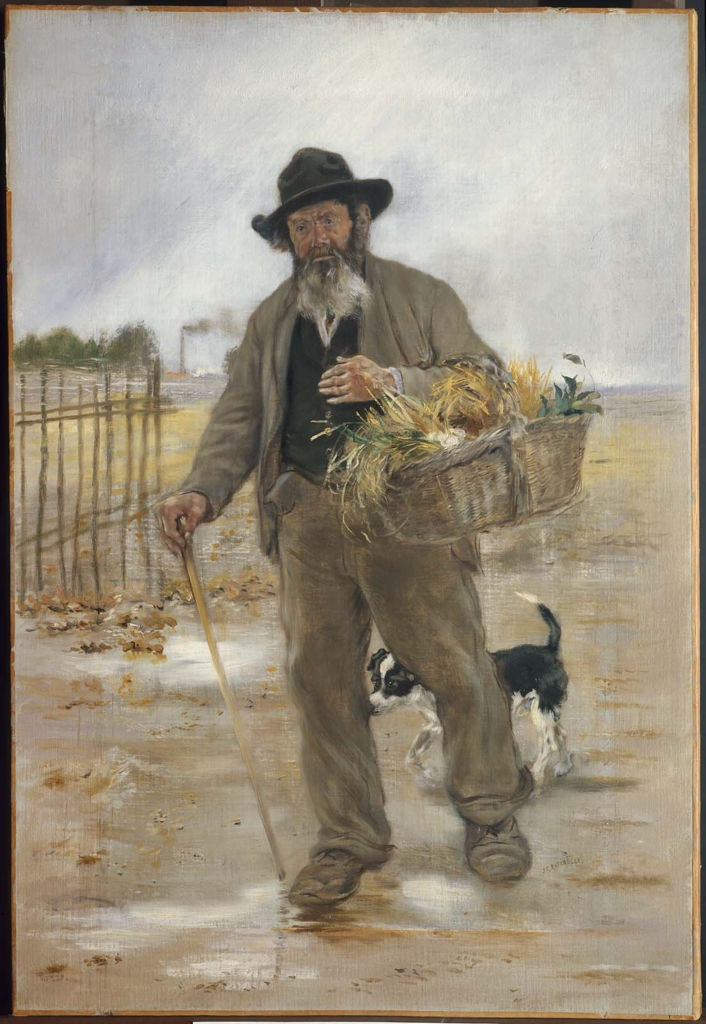
96 : Marchand d'ails et d'échalotes

### Henri Rouart
Henri Rouart présente 15 œuvres : 
- 125 : Cimetière de Chouans en Bretagne
- 126 : Vue d'Antibes
- 127 : Entrée du port de Portrieux
- 128 : Environs de Pau
- 129 : Chaumières bretonnes
- 130 : Près d'Antibes
- 131 : Port d'Antibes
- 132 : Escalier du Château des Grimaldi à Cagues [sic] (Cagnes)
- 133 : Paysan breton
- 134 : Portrieux
- 135 : Saint-Jean-de-Luz
- 136 : Bateau à sables (Antibes)
- 137 : Village breton
- 138 : Chemin en Bretagne
- 139 : Tour Constance à Aigues-Mortes

### Charles Tillot
Charles Tillot présente 10 œuvres : 
- 140 : Fleurs de printemps
- 141 : Giroflées
- 142 : Giroflées
- 143 : Portrait d'enfant
- 144 : Tête de jeune fille
- 145 : Jeune Italienne
- 146 : Plage de Villers
- 147 : Rade de Saint-Malo, étude
- 148 : Rade de Saint-Malo, étude
- 149 : Études et esquisses d'après nature

### Eugène Vincent Vidal
Eugène Vincent Vidal présente une seule œuvre : 
- 150 : Au café

### Victor Vignon
Victor Vignon présente 15 œuvres : 
- 151 : Paysage
- 152 : Paysage
- 153 : Chemin des Bourbiers, neige fondue
- 154 : Chemin à la Celle Saint-Cloud
- 155 : La Seine à Port-Marly
- 156 : Saulaie à Bougival
- 157 : Arbres fruitiers à la Ferté-Milon (Aisne)
- 158 : Chemin de Bouzanleu (Aisne)
- 159 : Montbuisson (Seine-et-Oise)
- 160 : Noroy-sur-Ourcq
- 161 : Chemin creux à Saint-Waast
- 162 : Arbres fruitiers à la Jonchère
- 163 : Chemin vert à Bougival
- 164 : Troesnes
- 165 : La Jonchère (appartient à M. Mitrecey)

### Federico Zandomeneghi
Federico Zandomeneghi présente 5 œuvres : 
- 166 : La Place d'Anvers (musée d'Art moderne Ricci-Oddi[41])
- 167 : Étude
- 168 : Portrait (dessin)
- 169 : Panneau pour une salle à manger (appartient à M. G...)
- 170 : Portrait de M. L.

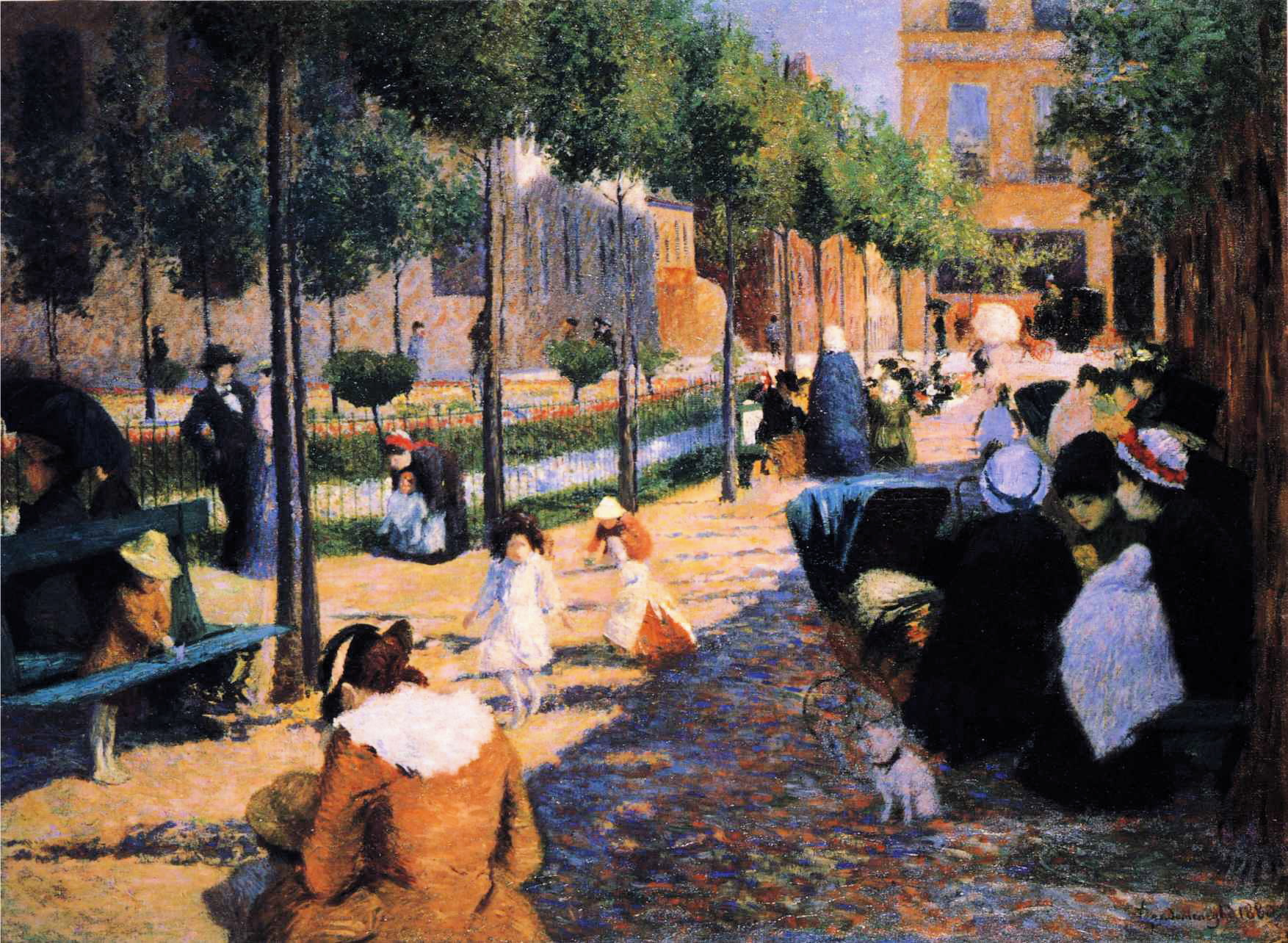
166 : La Place d'Anvers